# Streets of Rage (datorspel)
Streets of Rage (ベア・ナックル 怒りの鉄拳 Bea Nakkuru: Ikari no Tekken?, "Bare Knuckle: Furious Iron Fist") är ett sidscrollande gå och slå-spel utgivet 1991 till Mega Drive, och porterat till Sega Game Gear, Mega-CD och Master System. 2007 släpptes spelet till Wiis Virtual Console i Nordamerika och Europa, medan det 2009 släpptes till iOS via App Store. Spelet släpptes 2009 även som en del av Sega Mega Drive Ultimate Collection till både Playstation 3 och Xbox 360.

## Handling
Den en gång så fridfulla staden har tagits över av ett brottssyndikat, där även poliser är inblandade. Tre tidigare poliser, boxaren Adam Hunter (även skicklig boxare), Axel Stone (skicklig kampsportsutövare) och Blaze Fielding (judoexpert) ger sig ut för att göra upp med brottsligheten.

### Fotnoter
1. ↑  ”Mobygames Mikito Ichikawa credits”. Moby Games. http://www.mobygames.com/developer/sheet/view/developerId,100460/. Läst 29 april 2014.